# VEF Riga
Maillots
Le VEF Riga est un club letton de basket-ball basé à Riga. Le club a été fondé en 1929, puis a été recréé en 2007 à la suite de problèmes financiers. Il a alors été immédiatement promu en LBL, la plus haute division du championnat letton, mais également à la deuxième division de la Ligue baltique, la Challenge Cup.

## Palmarès
| Compétitions nationales | Compétitions internationales |
| - Championnat de Lettonie : - Champion (10) : 2011, 2012, 2013, 2015, 2017, 2019, 2020, 2021, 2022, 2023. - Vice-champion (4) : 2010, 2014, 2016, 2018. - Coupe de Lettonie : - Vainqueur (2) : 2022, 2023. | - Ligue baltique : - Vice-champion (1) : 2011. - Coupe de la Ligue baltique : - Vainqueur (1) : 2011. - Championnat de Lettonie et d'Estonie - Champion (1) : 2022. - Vice-champion (2) : 2019, 2021. |

## Joueurs et personnalités du club

### Entraîneurs
- 2007-2010 :  Valdis Valters
- 2010 :  Nikolajs Mazurs
- 2010-2011  Rimas Kurtinaitis
- 2010-2014  Ramūnas Butautas
- 2014-2015 :  Nikolajs Mazurs
- 2015-févr. 2016 :  Carlos Frade
- 2016- :  Jānis Gailītis

### Effectif actuel (2023-2024)
L'effectif 2023-2024 est dirigé par Jānis Gailītis.

### Joueurs emblématiques
- Gundars Vētra
- Kevin Dillard
- Dee Brown